# Biscoe
Biscoe es un pueblo ubicado en el condado de Montgomery en el estado estadounidense de Carolina del Norte. En el año 2000 tenía una población de 1.700 habitantes y una densidad poblacional de 330,4 personas por km².

## Geografía
Biscoe se encuentra ubicado en las coordenadas 35°21′38″N 79°46′49″O / 35.36056, -79.78028.

## Demografía
Según la Oficina del Censo en 2000 los ingresos medios por hogar en la localidad eran de $35.667, y los ingresos medios por familia eran $37.500. Los hombres tenían unos ingresos medios de $23.214 frente a los $21.089 para las mujeres. La renta per cápita para la localidad era de $15.302. Alrededor del 8.5% de las familias y del 11.8% de la población estaban por debajo del umbral de pobreza.